# Prix Sobrier-Arnould
Le prix Sobrier-Arnould, de la fondation du même nom, est un ancien prix annuel de littérature, créé en 1891 par l'Académie française et « décerné par moitié à deux auteurs des meilleurs ouvrages en littérature morale et instructive pour la jeunesse. Les deux auteurs devront être Français ».

## Liste des lauréats

### De 1895 à 1939
- 1895 : 
  - Lucien Biart pour La conquête d’une patrie. Le Pensativo
  - Antelme Édouard Chaignet pour Les héros et les héroïnes d’Homère
- 1896 : 
  - Marie Dronsart (18..-1901) pour Les grandes voyageuses
  - Paul Dupuy pour L’École normale de l’an III
- 1897 : 
  - Guillaume Capus pour À travers la Bosnie et l’Herzégovine
  - Émile Legouis pour La jeunesse de William Wordsworth (1770-1798). Étude sur le Prélude
- 1898 : 
  - Charles Le Goffic pour Sur la côte
  - Paul Stapfer pour La Grande prédication chrétienne en France. Bossuet. Adolphe Monod
- 1899 : 
  - Charles Formentin (1853-193.?) pour Le magasin pittoresque
  - Maurice Gandolphe (1874-1947) pour La vie et l’art des Scandinaves
- 1900 : 
  - Maurice Maindron pour Récits du temps passé
  - Jacques Rocafort (1860-1939) pour L’éducation morale au lycée
- 1901 : 
  - Henri Ouvré (1824-1890)[2] pour Les formes littéraires de la pensée grecque
  - Abbé Jules Paquier (1864-1932) pour Jérôme Aléandre, de sa naissance à la fin de son séjour à Brindes (1480-1529)
- 1902 : 
  - Henri Ferté (1821-1903) pour Rollin, sa vie et ses œuvres
  - Marie Reynès-Monlaur pour Angélique Arnauld
- 1903 : 
  - Charles Langlois pour Questions d’histoire et d’enseignement
  - Gustave Reynier pour La vie universitaire dans l’ancienne Espagne
- 1904 : 
  - Louis de Fourcaud pour François Rude, sculpteur
  - Julien Tiersot pour Hector Berlioz et la société de son temps
- 1905 : 
  - Émile Auguste Léon Hourst pour Dans les rapides du fleuve bleu
  - Henri Maréchal pour Rome, souvenirs d’un musicien
- 1906 : 
  - Maurice Roger (1863-1941) pour L’Enseignement des lettres classiques d’Ausone à Alcuin
  - André Tardieu pour Questions diplomatiques de l’année 1904
- 1907 : 
  - Louis Maigron (1866-1954) pour Fontenelle
  - Ernest Martinenche pour Molière et le théâtre espagnol
- 1908 : 
  - Albert Cim pour Le Livre
  - Émile Driant alias Capitaine DANRIT pour Robinsons sous-marins
  - L. V Gofflot pour Le théâtre au collège du moyen âge à nos jours
- 1909 : 
  - Eugène Guénin pour Dupleix
  - Jean Lionnet pour Chez les Français du Canada
- 1910 : 
  - Lieutenant-colonel François de Witt-Guizot (1870-1939) pour Les réflexions de M. Houlette
  - Félix Klein pour L’Amérique de demain
- 1911 : 
  - Abbé Louis-Auguste Bosseboeuf (1852-1928) pour Le Mont Saint-Michel
  - Léandre Vaillat pour La Savoie
- 1912 : 
  - Henry de La Vaulx pour Le triomphe de la navigation aérienne
  - Comte Conrad Tardieu de Maleissye (1845-1917) pour Les lettres de Jehanne d’Arc
- 1913 : 
  - Jules Jacquin pour Petites filles du temps passé
  - Octave Uzanne pour La locomotion à travers l’histoire et les mœurs
- 1914 : 
  - Mme Henri Beau pour Enfance des célébrités contemporaines
  - Hansi pour L’histoire d’Alsace racontée aux petits enfants d'Alsace et de France
- 1915 : 
  - Jean-Marc Bernard
  - Louis Dulhom-Noguès (1889-1914) pour La première gerbe
  - Jean Maspero
  - Charles Picard
- 1917 : 
  - Dominique Battesti pour Un patriote italien : Massimo d’Azeglio
  - Baronne S. de Boüard pour Frère Ange
  - Claude Mancey pour Par-dessus les vieux murs
  - Georges-Gustave Toudouze pour Le petit roi d’Ys
- 1918 : 
  - André Fribourg pour Croire
  - Ernest Jovy (1859-1933) pour Fénelon inédit
  - Maurice Talmeyr pour Portraits de la belle France
- 1919 : 
  - Jacques Lavoine (1896-1917) pour Jacques Lavoine
  - Eugène Pic (1895-1917) pour Figures et choses du front
- 1920 : 
  - Mathilde Alanic pour Les roses refleurissent
  - Léon Chancerel pour Le mercredi des Cendres
- 1921 : 
  - André Pavie (1873-1940) pour Revivre
  - Raymond Recouly (1876-1950) pour La bataille de Foch
- 1922 : 
  - Henri Bouvier (1866-1914) pour Quelqu’un dira
  - Frédéric de Bélinay (1875-1958) pour Sur le sentier de la guerre
- 1923 : 
  - Henri Allorge pour Le grand cataclysme
  - Yvette Prost pour Les belles vies manquées
  - Léontine Zanta pour Psychologie du féminisme
- 1924 : 
  - Renée Maquet pour Moune racontée par elle-même
  - Véga pour Les présences invisibles
- 1925 :
  - Dom Gabriel Meunier (1859-1934) pour Dom Leduc et l’œuvre des Oblates, servantes de pauvres
  - Hector Trédicini de Saint-Séverin (1859-1932) pour La chasse au chamois (illustrations de Paul Mahler)
- 1926 : 
  - Joseph-Henri Louwyck pour La nouvelle épopée
  - Anne-Marie Panheleux pour La double vie de Maître Heulin
- 1927 : 
  - Charlotte Chabrier-Rieder (1865-1935) pour Les épreuves de Charlotte
  - Marthe Oulié et Hermine de Saussure pour La croisière de Perlette
- 1928 : 
  - Marguerite Allotte de La Fuÿe pour Jules Verne
  - Alfred Wautier d'Aygalliers pour Le pasteur Charles Wagner
- 1929 : 
  - Henri Bernay alias Auguste Thomazi pour On a volé un transatlantique
  - Marguerite d’Escola pour Les plumes d’oie
  - Thérèse Lenôtre pour Le trésor de Romilly
  - Gabriel Maurière (1873-1930) pour Peau de pêche
  - Maurice Morel (1872-1937) pour Petite jungle
  - Marguerite Reynier pour Petits paysans d’autrefois
- 1930 : 
  - Serge Barrault (1887-19..) pour La Sainte France contemporaine
  - Berthe Bernage pour Brigitte
  - Paul Brenot pour À la conquête des ondes
  - Jérôme Buléon et Émile Le Garrec pour Histoire d’un village. Sainte-Anne d'Auray
  - Commandant Albert Féral (1880-1946) pour Un peu d’histoire maritime française
  - Charles Gailly de Taurines pour La merveilleuse histoire des quatre fils Aymon, chevaliers d’Ardenne
  - Jean Mauclère pour Line et la Beauté
  - Jacques Péricard pour Contes pour mes enfants
  - Edmée Vesco de Kereven (1871-1945) pour Les saintes patronnes de France
- 1931 : 
  - Geneviève Duhamelet pour Tout feu tout flamme
  - Édouard Peyriller (1894-1957) pour Bourjade
- 1932 : 
  - Georges-Albert Puyou de Pouvourville pour Francis Garnier
  - Abbé Jean-Thiébaut Welter pour L'exemplum dans la littérature religieuse et didactique du moyen-âge
- 1933 : 
  - E.-M. de L. (Elisabeth Marie de Villeroi du Lys) pour Madame Élisabeth de France
  - Pierre Michelin pour Présents 1914-1918
- 1934 : 
  - Chanoine Charles Cordonnier (1870-1958) pour Madame Julie Lavergne
  - Georges Le Fèvre pour La croisière jaune
- 1935 : 
  - Yvonne de Coppet pour Au pays du Tchad
  - Juliette Schlisler-Poncet pour Les cigales chantent
- 1936 : 
  - Mlle Berthem-Bontoux pour La Couvée
  - Léon Ville (1854-1948) pour Un bolide affolait
- 1937 : 
  - Marc Benoist pour La Marine française. L'Aviation française
  - Léonce Bourliaguet pour Trois étoiles filantes
  - Jean Joubert pour Récits de guerre 1914-1918
  - Jacques Mortane pour La belle vie des pilotes de ligne
  - Madeleine Wauthier pour 40 000 kilomètres dans le ciel d'Afrique
- 1938 : 
  - Étienne Buisson pour Le mirage de l'Inde
  - Michel Tournois (1885-1958) pour L'Épopée des Antilles
- 1939 : 
  - Auguste Dupouy pour Charcot
  - Jean d'Elbée (1882-1966) pour Lesseps
  - Paul Flamant (1874-1947) pour Le cœur qui chante
  - Félix Klein pour Le Dieu des chrétiens
  - Alice Wanda Landowski pour Les grands musiciens
  - Raymond Las Vergnas pour Joseph Conrad
  - Mme A. Pouzin-Coffin pour Le plus beau des voyages
  - Marie-Paule Salonne pour Une nuit dans sa maison
  - Sebastiano Visconti Prasca pour Jeanne d'Arc

### De 1940 à 1984
- 1940 : 
  - Rayliane de La Falaise pour Caraja-Kou
  - Commandant Verdun pour La Guerre souterraine et L'Escadron cyclone
- 1941 : 
  - Julien Guillemard (1883-1960) pour La Vie prodigieuse de Guillaume le Conquérant
  - Marie-Hélène Pauly pour Saint-Malo et la Baleine
- 1942 : 
  - Patrick Heidsieck pour Rayonnement de Lyautey
  - Marcel Péguy (1898-1972) pour Le Destin de Charles Péguy
- 1943 : 
  - Marc Dubu (1893-19..) pour Le Chevalier des Glaces
  - Paul-Louis Rivière (1873-1959) pour À travers l’Empire français
- 1944 : 
  - J.-B. Dumaine pour Bluette et Coquelicot
  - Baron P.-J. Surcouf pour Ainsi parlait le vent
- 1945 : 
  - Catherine Fontanes pour Gaul des Sources
- 1946 : 
  - Patrice Buet (1889-1953) pour Les Poncet
  - Gil Reicher pour L'horloger du Puy-Saint-Front
- 1947 : 
  - Marie d'Alesso pour Le petit Douci
  - Marcelle Vérité pour Soulec, le démon des brumes, Les contes de l'étang et Grand Isard''
- 1948 : 
  - Charles de Richter pour Les contes de mon oncle Frédéric
- 1949 : 
  - M.-T. Nardy pour Prince charmant et petite reine
  - T. Trilby pour En avant et Le petit roi des forains
- 1951 : 
  - Myriam de G. (1897-1961) pour Sources fraîches
  - Mlle Gérard de Saint-Pierre pour Contes du temps passé
- 1952 : 
  - André Merlaud pour À l'assaut du ciel
- 1953 : 
  - Germaine Guillemot-Magitot (1881-1970) pour Bach et ses fils
- 1954 : 
  - René Streiff pour Michel Ney, maréchal d’Empire
- 1955 : 
  - Paul Noël (1904-1979) pour Fais ton chemin
  - Renée Tramond pour Contes savoyards
- 1956 : 
  - Jean Capdeboscq pour Le mystère de la montagne
  - Mme Johnny alias Germaine de Bournazel (1904-1987) pour Missy la Sauvageonne
- 1957 : 
  - René Guillot pour Encyclopédie Larousse des enfants
- 1958 : 
  - François Régnet pour Madame la Peste
- 1960 : 
  - Gervais Bailly pour François Crabet
  - Renée Billet pour Trois petits contes et puis s’en vont...
  - Abbé Roger Ducouret (1912-1990) pour Contes à mes neveux
  - Charles de Richter pour Nouveaux contes de Magali
- 1961 : 
  - Maurice Vauthier pour Écoute petit loup
- 1962 : 
  - René Guillot pour Mon premier Atlas
- 1963 : 
  - François Ingold pour Dans les hautes herbes
  - Maurice Vauthier pour Faon l’héroïque
- 1964 : 
  - André Piettre pour Lettres à la jeunesse
- 1965 : 
  - Jacqueline Cervon pour Ali, Jean-Luc et la Gazelle
  - Mme Coriola pour l'ensemble de son œuvre
  - Hélène Hilpert (1884-1974) pour Le Chevalier des Sartigues
  - Blanche Lohéac-Ammoun pour Zénobie, reine de Palmyre
  - José Meiffret pour Mes rendez-vous avec la mort
- 1966 : 
  - Colette Richard pour Des cimes aux cavernes
- 1967 : 
  - Maurice Vauthier pour La Planète Kalgar
- 1969 : 
  - Jean Coué (1929-2008) pour Kopoli, le renne-guide
  - Jeanne Favarel pour Réflexions sur l’Éducation
- 1970 : 
  - Colette Richard pour Ma double nuit des cavernes
- 1971 : 
  - Jacques Eynaud de Faÿ pour Les hourlots des Rouges Terres
  - Jean-Louis Galet (1920-2001) pour Meurtre à Hautefaye
- 1972 : 
  - Maguelonne Toussaint-Samat pour Récits des châteaux de la Loire
- 1973 : 
  - Jean Bernard pour Le Compagnonnage
- 1974 : 
  - Janète Lauliac-Christiaens (1900-....) pour Le vainqueur de la nuit ou la vie de Louis Braille
  - André Lefèvre pour La légende des trois fleurs
- 1975 : 
  - Solange Duflos pour Dans le pré
- 1976 : 
  - Serge Durousseau (1925-....) pour Florian la Rose
  - François Ponthier (1920-....) pour Le Chien Job
- 1978 : 
  - Michel-Aimé Baudouy pour Allez les petits
- 1979 : 
  - Betsy Byars pour Le secret de l’oiseau blessé - Titre original : The House of Wings (1972)
  - Solange Duflos et Jean-Louis Grailles pour Ce que dit la nature : d’étangs en marais
- 1980 : 
  - Gilberte Laroche-Clerc pour Les loisirs de la souris verte
  - Yves Pinguilly pour L’été des confidences et des confitures
- 1981 : 
  - Francis Bramer pour Papa Noël et le petit Noël
  - Marie-Pierre Daninos (1931-2016) pour Le meilleur des mauvais élèves
- 1982 : 
  - Chantal de Marolles (1939-....) pour Le Paysan, la Paysanne et les trois Souris
  - Bernard Pierre (1920-....) pour Phuti et l’homme des neiges
- 1983 : 
  - Michel Grimaud alias Marcelle Perriod et  Jean-Louis Fraysse pour Les contes de la ficelle
- 1984 : 
  - André Bérélowitch (1939-....) et Ilios Yannakakis pour Histoire du monde, des dates, des hommes et des faits